# Prix littéraire Damase-Potvin
 (septembre 2023).
Si vous disposez d'ouvrages ou d'articles de référence ou si vous connaissez des sites web de qualité traitant du thème abordé ici, merci de compléter l'article en donnant les références utiles à sa vérifiabilité et en les liant à la section « Notes et références ».
Le prix littéraire Damase-Potvin est un prix littéraire québécois. Il célèbre la mémoire du journaliste et romancier Damase Potvin, né à Bagotville en 1882 et mort en 1964.

## Historique
Créé en 1994 par les responsables du café-jeunesse de La Baie, au Saguenay, le prix littéraire Damase-Potvin offre aux jeunes de 18 à 30 ans l'occasion de se familiariser avec l'écriture. Ce concours fut un pionnier pour la diffusion du genre littéraire qu'est la nouvelle. Treize personnes participèrent dès la première édition de la compétition.
À sa deuxième année d'existence, le Damase-Potvin est proposé pour le prix de la meilleure initiative littéraire au Saguenay-Lac-Saint-Jean. Mais le café-jeunesse ferme ses portes, ce qui force les organisateurs à se relocaliser. Grâce aux efforts de la présidente, Carolle Lapointe, et d'un auteur baieriverain, André Girard, le prix survit. Depuis, la soirée de remise de prix se tient aussi bien au Théâtre du Palais Municipal qu'au pavillon des croisières internationales ou à l'Auberge des battures à La Baie.
La dixième édition, en 2003, apporte un vent nouveau pour le Damase-Potvin. On innove en ajoutant un volet jeunesse au concours ; les jeunes de 14 à 17 ans du Saguenay-Lac-Saint-Jean ont maintenant la possibilité d'envoyer leurs œuvres et de participer à la compétition.
En 2015, grâce à la collaboration du Salon du livre du Saguenay-Lac-Saint-Jean et du Conseil des arts de Saguenay, une nouvelle catégorie est créée: la catégorie professionnelle.
En 2018, l'organisation modifie ses catégories. Ainsi la catégorie jeunesse devient jeune adulte pour les 18 à 30 ans. La catégorie adulte, pour sa part, est réservée aux auteurs de 31 ans et plus, non professionnels. Ce changement permet d'offrir au Saguenay–Lac-Saint-Jean des concours d'écriture pour tous les âges tout en respectant les créneaux de chaque organisme et d'ouvrir aux collaborations. Ainsi, La Bonante de l'Université du Québec à Chicoutimi, revue de création littéraire fondée en 1970 et qui offre deux concours d'écriture (meilleur texte de 4 lignes et meilleur texte de 3 pages), publie dans sa revue même, depuis 2017, les textes primés du Prix littéraire Damase-Potvin.
Depuis 2022, grâce au soutien de la Ville de Saguenay, l'association Écrivain·e·s de la Sagamie, gère et coordonne le Prix littéraire Damase-Potvin avec ses trois catégories, dont Jeune adulte pour les 17 à 30 ans.

## Thèmes et présidents d'honneur
- 1994 : La mer, Georgette Lebel-Potvin
- 1995 : L'avion, Gérard-Raymond Morin et Gilbert Fillion
- 1996 : Le train, Marc Saint-Pierre
- 1997 : La bauxite, Élisabeth Vonarburg
- 1998 : Bibliothèque, Yvon Paré
- 1999 : Suspense dans mon quartier, Jean-Alain Tremblay
- 2000 : Métier journaliste, Gilles Lalancette
- 2001 : Histoire de femme, Olivette Lévesque-Babin
- 2002 : Passions, Jean-Claude Larouche
- 2003 : Appartenance, Robert Dôle
- 2004 : Quelle idée..., Stanley Péan
- 2005 : Vert, Danielle Dubé
- 2006 : Imposture, Daniel Danis
- 2007 : Toxique, Patrick Sénécal
- 2008 : Vestiaire, François Gravel et Michèle Marineau
- 2009 : Ça a commencé par..., Benoît Bouthillette
- 2012 : Retour, Michel Marc Bouchard
- 2013 : Fracas, Marie-Sissi Labrèche
- 2014 : Traces, Samuel Archibald
- 2015 : Frénésie, Mylène Bouchard
- 2016 : In extremis, Larry Tremblay
- 2017 : Hasard, Marie Christine Bernard
- 2018 : Éternité, Geneviève Pettersen
- 2019 : 4 heures sur le quai, André Girard
- 2020 : Artifices, Dany Tremblay
- 2021 : Balcon, Hervé Bouchard
- 2022 : Cabane, Marjolaine Bouchard
- 2023 : Vertige, Steve Laflamme

## Lauréats

### Catégorie jeunesse ou Jeune adulte
- 2003 : Être quelqu'un d'autre, Marie-Claude Dufour
- 2004 : L'ignoré, Caroline Gaudreault
- 2005 : La femme d'à côté, Geneviève Tremblay
- 2006 : Mer amère, Anne-Sophie Gobeil
- 2007 : Un Bonheur Toxique, Florence Brassard
- 2008 : Asyntaxie, Paul Boivin Wisniewski
- 2009 : Désir interdit, Kim Asselin
- 2012 : The bitter end, Marianne Lachance
- 2013 : Morts, buffets, colliers et cassette, Kévin Lambert
- 2014 : Bribes, Thomas Dufour
- 2015 : Frénésie à l'anis, Mélina Dufour
- 2016 : Notre table en terrasse, Anouk Lefebvre
- 2017 : Incontrôlable récidive, Audrey Lapointe
- 2018 : Cette trace sur la fenêtre n'est pas une apparition, Mariane Tremblay
- 2019 : Trous, Camille Galard
- 2020 : Encre chaude, Philippe Dufresne
- 2021 : Roseline, Johanie Bilodeau
- 2022 : 31 janvier, bonne année, Alexandra Rivard
- 2023 : 1701, rue Parthenais, Noémie Gagnon

### Catégorie adulte
- 1994 : La mer à boire, Anne-Lise Minier
- 1995 : May Day !, Éric Martel
- 1996 : Au train où va la vie, Jessica Tremblay
- 1997 : Une Histoire en béton ou les Pensées d'un marcheur assis, Sébastien Simard
- 1998 : Vide, Claude Trudel
- 1999 : non-attribué
- 2000 : Le long trajet d'un homme et son métier, Jean-Philippe Wauthier
- 2001 : La femme naissante, Cynthia Tremblay
- 2002 : (la femme) infuse, Valérie Lavoie
- 2003 : Déni d'appartenance, Émilie Ricard
- 2004 : Amnios, Martyne Desmeules
- 2005 : Vert de Chine, Audrey Lévesque
- 2006 : Qui vient de loin, Jacynthe Girard
- 2007 : Les règles de la tragédie mexicaine classique, Jean-Pascal de la France
- 2008 : La fille au vestiaire, Marc-Olivier Doré
- 2009 : Jouer du chat à neuf queues, Jonathan Beaudoin
- 2012 : Déraillement, Noémie Dumont
- 2013 : La fille en verre, Catherine Thériault
- 2014 : Lignes et découpes, Paul Kawczak
- 2015 : Le tour du monde en quatre-vingts jours, Rémi-Julien Savard
- 2016 : Champ de glace, Philippe-David Gagné
- 2017 : Grand-père, Andréa Renaud-Simard
- 2018 : Ruiner l'éternité, Michel Lemelin
- 2019 : Poppy, Mélyssa Gagnon
- 2020 : Elle s'appelait Zaharah, Mélanie Minier
- 2021 : Du monde au balcon, Sébastien Gagnon
- 2022 : Su Boivin, Isabelle Blier
- 2023 : Les plantes respirent la nuit, Mariane Tremblay

### Catégorie professionnelle
- 2015 : La ronde, Marie-Andrée Gill
- 2016 : Marlon et la mer, Carl-Keven Korb
- 2017 : De plein fouet, Dany Leclair
- 2018 : Quatre fois, quatre saisons, Steve Laflamme
- 2019 : Les aiguilles, Marie Christine Bernard
- 2020 : Diffraction, Marjolaine Bouchard
- 2021 : A64, Charles Sagalane
- 2022 : Notre cabane, Julie Boulianne
- 2023 : L'escalier, Guy Lalancette

## Liens
Site officiel du Prix Littéraire Damase-Potvin